# Alviobeira
Alviobeira ist ein Ort und eine ehemalige Gemeinde (Freguesia) im portugiesischen Kreis Tomar. Die Gemeinde hat 623 Einwohner (Stand 30. Juni 2011).
Am 29. September 2013 wurden die Gemeinden Alviobeira und Casais zur neuen Gemeinde União das Freguesias de Casais e Alviobeira zusammengeschlossen.